# Conus scottjordani
Espèce
Conus scottjordani est une espèce de mollusques gastéropodes marins de la famille des Conidae.
Comme toutes les espèces du genre Conus, ces escargots sont prédateurs et venimeux. Ils sont capables de « piquer » les humains et doivent donc être manipulés avec précaution, voire pas du tout.

## Taxonomie

### Publication originale
L'espèce Conus scottjordani a été décrite pour la première fois en 2012 par les malacologistes Guido T. Poppe (d), Éric Monnier (d) et Sheila P. Tagaro (d) dans « Visaya »,.

### Synonymes
- Conus (Cylinder) scottjordani (Poppe, Monnier & Tagaro, 2012) · appellation alternative
- Cylinder scottjordani (Poppe, Monnier & Tagaro, 2012) · non accepté
- Cylindrus scottjordani Poppe, Monnier & Tagaro, 2012 · non accepté